# Fahrtenname
Fahrtennamen, auch Pfadfindername, Pfadiname, Indianername oder Totem genannt, werden von vielen Mitgliedern der Pfadfinder- und der Jugendbewegung in Belgien, Deutschland, Österreich und in der Schweiz getragen. Es gibt Bünde, in denen nur einzelne Mitglieder einen Fahrtennamen tragen, in anderen sind sie weit verbreitet. Fahrtennamen leiten sich häufig, ähnlich wie Spitznamen, von einem Erlebnis oder einer Eigenheit der Person her, wobei manchmal auch ein bereits vorhandener Spitzname Verwendung findet. In einigen Bünden gibt es ein spezielles Taufritual bzw. wird der Fahrtenname offiziell verliehen. In Gruppen, die (bewusst oder unbewusst) der Tradition der Deutschen Jungenschaft vom 1. November 1929 (dj.1.11) folgen, werden Fahrtennamen klein geschrieben.
Das Besondere an Fahrtennamen ist, dass im Rahmen der Treffen der Bünde in vielen Fällen ausschließlich der Fahrtenname verwendet wird, so dass man sich oft auch nach Jahren den bürgerlichen Namen einer Person nur mit Mühe ins Gedächtnis rufen kann. Auch beim Unterzeichnen von Briefen und selbst bei Veröffentlichungen im bündischen Rahmen wird häufig der Fahrtenname verwendet, sodass viele Personen besser unter ihrem Fahrtennamen mit dem Zusatz ihres Bundes bekannt sind als unter ihrem bürgerlichen Namen. Adressenlisten führen daher in der Regel beide Namen auf. In ihrer Verwendung sind Fahrtennamen meist auf den Rahmen der Pfadfinder- und Jugendbewegung beschränkt.

## Geschichte
Im Rahmen der deutschen Jugendbewegung lassen sich Fahrtennamen bis in die Gründungszeit des Wandervogels zurückverfolgen. In dieser Zeit waren dessen Gruppen davon bedroht, als verbotene Schülerverbindung aufgelöst zu werden, was einen ähnlichen Ursprung von Fahrtennamen und den Biernamen der Schülerverbindungen nahelegt.
Auch in der Pfadfinderbewegung scheint es schon früh Fahrtennamen gegeben zu haben. Bezeichnungen wie Totem und Indianername lassen Einflüsse aus der Woodcraftbewegung und Kibbo Kift vermuten. Baden-Powell, der Gründer der Pfadfinderbewegung, äußerte sich 1919 ablehnend zur Praxis der Namen nach indianischem Vorbild.
Diese beiden im Ursprung unterschiedlichen Traditionen begannen sich nach dem Ersten Weltkrieg zu vermischen, als die Einflüsse des Wandervogels und der Pfadfinderbewegung sich im Rahmen der bündischen Jugend zu vermischen begannen. Sie fanden in zahlreichen verschiedenen Bünden unterschiedliche Ausprägungen. In der Schweiz kamen Fahrtennamen in den 1920er Jahren auf, in der 1926 durch den Zusammenschluss verschiedener Bünde gegründeten Deutschen Freischar waren sie verbreitet.
Für die Hitlerjugend war es beim Ausbau ihres Einflusses von besonderer Bedeutung, dass sie im Frühjahr 1933 die Kartei mit den Adressen der Führer der Jugendbünde aus der Geschäftsstelle des Reichsausschusses der deutschen Jugendverbände an sich brachte, weil es so möglich wurde, die Identität der bis dahin oft nur mit dem Fahrtennamen bekannten Jugendführer festzustellen.
Als 1934 im Dritten Reich die Pfadfinderbünde und die Bünde der Bündischen Jugend verboten wurden, wurden die Fahrtennamen für ihre Träger, soweit sie das bündische Leben nicht aufgeben wollten, oft ohne besonderen Übergang zum Decknamen. Die Tatsache, dass der bürgerliche Name bei Begegnungen oft unbekannt blieb, schützte nach Festnahmen und Vernehmungen oft andere Beteiligte. Stießen die Ermittler dagegen auf Unterlagen, die die Identität der Personen offenbarten, hatte das oft ernste Konsequenzen für die so Enttarnten. Ein Beispiel hierfür ist der Bündische Selbstschutz, eine Organisation, die von Frankfurt am Main ausgehend, ein Netzwerk in verschiedenen Städten aufbaute, das die Durchführung von Fahrten erleichtern sollte. Hier stellte sich die Ausstellung von Mitgliedskarten als großer Fehler heraus, da sie die Identifizierung der Mitglieder erleichterte.
Fahrtennamen blieben auch nach 1945 bis heute in Gebrauch.

## Beispiele
Hier einige Personen, die unter ihrem Fahrtennamen einen hohen Bekanntheitsgrad erreichten:
- Ali (Alexander Lion)
- Axi (Alexej Stachowitsch)
- BiPi (Robert Baden-Powell) weiterhin: Impeesa (Der Wolf, der nie schläft)
- Christel (Christian Schneehagen)
- Hergé (Georges Remi)
- Jijé (Joseph Gillain)
- Mac (Erik Martin)
- Mani (Hans-Peter Matter)
- MiTacq (Michel Tacq)
- nurmi (Willi Graf)
- olka (Erich Scholz)
- Peyo (Pierre Culliford)
- Polo (Urs Hofer)
- tejo (Walter Scherf)
- tusk (Eberhard Koebel)
- Wasa (Walter Sauer)